# Violeta Parra
Violeta Parra, celým jménem Violeta del Carmen Parra Sandoval, (4. října 1917 – 5. února 1967), byla chilská zpěvačka, kytaristka a folkloristka. Hudbě se věnovalo i několik jejích sourozenců a její starší bratr Nicanor byl básníkem. Hudebníky byli rovněž její dcera Isabel a syn Ángel. Spolu se svou starší sestrou Hildou tvořila duo Las Hermanas Parra, které v 50. letech vydalo několik nahrávek. Sama vydala řadu desek, na něž nahrála převážně adaptace chilských lidových písní, ale také vlastní písně. Vystupovala i v Evropě: v Polsku, Finsku, Francii a dalších zemích, a také v Sovětském svazu. Ve svých 49 letech se zastřelila. Posmrtně vyšla řada dalších nahrávek. V roce 2011 o ní byl natočen film Violeta odešla do nebe v režii Andrése Wooda.